# Ligue internationale de hockey (1992-1996)
Pour les articles homonymes, voir Ligue internationale de hockey.
La Ligue internationale de hockey (en russe : Межнациональная хоккейная лига) est une compétition de hockey sur glace ayant eu lieu de 1992 à 1996. Cette compétition tire son origine de la dislocation de l'URSS qui conduisit à la disparition du championnat d'URSS. Bien qu'étant principalement composé d'équipes russes, des équipes provenant d'autres Républiques socialistes soviétiques (lettones, ukrainiens et biélorusses) y participaient en 1991, ce qui conduisit non pas à la création d'un championnat russe, mais d'un championnat international. Celui-ci disparu en 1996, avec la création du Championnat de Russie de hockey sur glace et les équipes non-russes furent renvoyés dans leur championnat national. 
La Ligue continentale de hockey créée en 2008, est en quelques sorte la descendante du championnat d'URSS et de la Ligue internationale de hockey.

## Palmarès
- 1992-1993 : Dinamo Moscou
- 1993-1994 : Lada Togliatti
- 1994-1995 : Dinamo Moscou
- 1995-1996 : Lada Togliatti